# Вільям Потткер
Вільям Потткер (порт. William Pottker, нар. 22 грудня 1993, Флоріанополіс) — бразильський футболіст, нападник клубу «Інтернасьйонал».

## Ігрова кар'єра
Народився 22 грудня 1993 року в місті Флоріанополіс. Вихованець футбольної школи клубу «Фігейренсе». 7 вересня 2011 року дебютував за рідну команду в матчі Серії А, вийшовши на заміну в виїзній грі проти «Атлетіко Гояніенсі». Втім закріпитись у команді Потткер не зумів і з 2013 року здавався в оренди в ряд клубів — вірменський «Гандзасар», японський «Ванфоре Кофу» та бразильські «Ред Булл Бразил» та «Ліненсе».
16 травня 2015 року був відданий в оренду в португальську «Брагу» з правом подальшого викупу, втім у новій команді виступав лише за дубль і по завершенні оренди знову відправився в «Ліненсе».
5 травня 2016 року підписав трирічний контракт з клубом «Понте-Прета», де відразу став основним нападником команди і забивши 14 голів у Серії А сезону 2016 року став найкращим бомбардиром чемпіонату разом з Дієго Соузою та Фредом, отримавши «Срібний м'яч», а наступного року з 9 голами став найкращим бомбардиром Ліги Пауліста і допоміг команді стати фіналісткою турніру.
16 лютого 2017 року Потткер був проданий в «Інтернасьйонал», куди перейшов по закінченню Ліги Пауліста. 18 липня 2017 року він дебютував у новому клубі проти «Луверденеса», забивши єдиний гол у матчі на 93-й хвилині. Станом на 16 липня 2018 року відіграв за команду з Порту-Алегрі 43 матчі в національному чемпіонаті.

## Титули і досягнення
- Найкращий бомбардир чемпіонату Бразилії: 2016 (14 голів)[9]
- Володар «Срібного м'яча»: 2016
- Найкращий бомбардир Ліги Пауліста: 2017 (9 голів)[10]
- Найкращий гравець Ліги Пауліста: 2017[10]
- У символічній збірній Ліги Пауліста: 2017[10]